# Hans Sußmann
Hans Sußmann (* 23. Juni 1897 in Berlin; † 3. April 1985 in Teupitz) war ein deutscher Widerstandskämpfer, Kommunalpolitiker und Lokalhistoriker.

## Leben
Hans Sußmann stammte aus einem gutbürgerlichen Elternhaus. Seine Kindheit und Jugend wurde durch seine jüdische Mutter geprägt. Bei Beginn des Ersten Weltkrieges besuchte er ein Gymnasium und meldete sich freiwillig zum Militär. Seine Erlebnisse im Krieg führten dazu, dass er sich in einem antimilitaristischen Bund engagierte und sich in einen Soldatenrat wählen ließ. Nach dem Ende des Krieges absolvierte Sußmann eine kaufmännische Ausbildung und wurde selbstständiger Vertreter und Inhaber eines Fachgeschäftes für Seife und Kosmetik in Berlin-Neukölln. 1925 trat er in die KPD ein. In der Zeit des Nationalsozialismus galt er nach nationalsozialistischen Kriterien als „Halbjude“. Sein Geschäft wurde zu einer wichtigen Anlaufstelle für den Nachrichtenaustausch im Widerstand gegen den Nationalsozialismus. Er bildete zusammen mit seiner Frau Else sowie mit Albert Voigts, Elfriede Paul und Walter Küchenmeister eine eigene kleine Gruppe innerhalb der Widerstandskreise der Berliner Roten Kapelle, die in engem Kontakt mit den Künstlerkreisen um Oda Schottmüller und Kurt Schumacher stand. Sie stellten illegal antifaschistische und Antikriegsflugblätter her und hatten eine eigene Fluchthilfeverbindung in die Schweiz aufgebaut.
Sußmann entging den Verhaftungswellen im Herbst 1942, verlor aber durch die Verhaftung seiner Freunde alle Kontakte und stellte zwangsläufig seine Widerstandshandlungen ein. Um sich dem Verhaftungsdruck durch die Gestapo zu entziehen, zog er nach Teupitz. Nach dem Ende des Zweiten Weltkrieges und der Besetzung der Stadt am 27. April 1945 durch die Rote Armee übernahm er bis zur Kommunalwahl am 15. September 1946 das Amt des Bürgermeisters. Bis 1949 war er Bezirksbürgermeister des von der SMAD geschaffenen Südbezirkes des Kreises Teltow. Von 1950 bis 1963 arbeitete er als Verwaltungsdirektor der Teupitzer Nervenklinik. In dieser Zeit entstanden ein betriebseigenes Kulturhaus, das Sängerheim, ein Betriebskindergarten sowie städtische Sportstätten, darunter der Sportplatz, ein Tennisplatz und eine Badestelle.
Nach seiner Pensionierung war er als Stadtchronist tätig und veröffentlichte unter anderem das Werk Teupitz und das Schenkenländchen.

## Ehrungen
- 1982 wurde Hans Sußmann Ehrenbürger von Teupitz.[1]

## Schriften (Auswahl)
- Teupitz und das Schenkenländchen, Teil 1 und 2 1971, Teil 3 1981